# ساو بيدرو دوس كرينتس
ساو بيدرو دوس كرينتس (بالبرتغالية: São Pedro dos Crentes‏)؛ بلدية في ولاية مارانهاو في المنطقة الشمالية الشرقية من البرازيل.